# Otto Ernst Remer
Otto-Ernst Remer (ur. 18 sierpnia 1912 w Neubrandenburgu, zm. 4 października 1997 w Marbelli) – niemiecki oficer Wehrmachtu w stopniu generała majora, który odegrał decydującą rolę w zatrzymaniu zamachowców po zamachu na Adolfa Hitlera (20 lipca).

## Życiorys
Otto-Ernst Remer urodził się 18 sierpnia 1912 roku w Neubrandenburgu . Od 1933 roku służył w stopniu Fahnenjunker w 4. (Pruskim) Pułku Piechoty w Kołobrzegu Reichswehry .
Uczestniczył w II wojnie światowej, dowodząc od 1942 roku batalionem grenadierów pancernych Dywizji Großdeutschland . W 1943 roku uzyskał stopień majora, a od maja 1944 roku dowodził batalionem w Berlinie (Berliner Wachbatalion) .
Brał udział w spisku 20 lipca i był odpowiedzialny za zamknięcie dzielnicy rządowej i aresztowanie Goebbelsa. Jednak wobec niepowodzenia zamachu na Hitlera i po rozmowie z Goebbelsem zaangażował się w stłumienie puczu . Odegrał decydującą rolę w zatrzymaniu zamachowców i zdławieniu próby zamachu stanu.
Następnie pełnił funkcję dowódcy (Kampfkommandant) w kwaterze głównej Hitlera i brał udział w ofensywie w Ardenach . Pod koniec stycznia 1945 roku został awansowany przez Hitlera na generała majora i objął dowództwo Führer-Begleit-Bataillon .
Internowany po wojnie, po uwolnieniu osiadł w 1947 roku w Varel . Wyszkolił się na murarza .
W 1949 roku występował na spotkaniach organizacji Gemeinschaft unabhängiger Deutscher, która była prekursorem ekstremistycznej partii Socjalistycznej Partii Rzeszy (niem. Sozialistische Reichspartei, SRP) . Remer był współzałożycielem SRP i jej drugim przewodniczącym . Neonazistowska SRP uzyskała 360 tys. głosów poparcia w wyborach w Dolnej Saksonii w 1951 roku (11% głosów). W swoich agresywnych wypowiedziach występował przeciwko integracji z Zachodem i planowi remilitaryzacji Adenauera; dopuszczał się zniesławienia przeciwników politycznych . Za swe wypowiedzi był wielokrotnie skazywany na kary grzywny i więzienia, a w 1959 roku odebrano mu emeryturę .
Remer nazywał spiskowców 20 lipca mianem zdrajców narodowych, za co wytoczono mu proces przy wsparciu ministra spraw wewnętrznych Roberta Lehra (1883–1956) . Sąd w Brunszwiku skazał Remera w marcu 1952 roku na karę trzech miesięcy pozbawienia wolności, lecz Remerowi udało się zbiec do Egiptu . W Egipcie nawoływał do budowy silnej armii arabskiej, by walczyć z opresją żydowską, potępiał reparacje dla Izraela i zarzucał Izraelowi nieludzkie okrucieństwa wobec Palestyńczyków.
W październiku 1952 roku SRP została zdelegalizowana, a Remer wycofał się z polityki na 13 lat . Pozostawał w konflikcie z prawem, trudniąc się handlem bronią i dokonując fałszerstw i oszustw .
W 1983 roku został współzałożycielem organizacji „Deutsche Freiheitsbewegung” i pozostawal w kontakcie z ekstremistycznymi ruchami prawicowymi .
Był propagatorem kłamstwa oświęcimskiego. W 1985 roku został ponownie skazany za zniesławienie spiskowców 20 lipca i ponownie odebrano mu emeryturę (przywróconą mu w 1974 roku) . W 1992 roku został skazany za podżeganie do buntu i szerzenie nienawiści rasowej na karę pozbawienia wolności przez 22 miesiące, lecz w 1994 roku udało mu się zbiec do Hiszpanii, gdzie przebywał do końca życia . Zmarł 4 października 1997 roku w Marbelli .

## Odznaczenia
Odznaczenia:
- Krzyż Żelazny II klasy (20 maja 1940)
- Krzyż Żelazny I klasy (12 czerwca 1940)
- Złoty Krzyż Niemiecki (29 sierpnia 1942)
- Krzyż Rycerski Krzyża Żelaznego (18 maja 1943)
  - Liście Dębu (12 listopada 1943)
- Złota Odznaka za Rany
- Srebrna Odznaka za Waleczność
- Medal za Kampanię Zimową na Wschodzie 1941/1942
- Medal Sił Zbrojnych Za Długoletnią Służbę
- Order Waleczności (Bułgaria) I klasy